# 南新街礼拝堂 (西安市)
南新街礼拝堂（なんしんがいれいはいどう、中国語: 南新街礼拝堂、英語: Nanxinjie Church）は、中国陝西省西安市新城区南新街集賢巷副1号にあるプロテスタント教会である。

## 歴史
南新街礼拝堂は、英国バプテスト教会の中国人牧師・張子宜らによって1919年に建てられた。教会の敷地面積は7,333平方メートル、収容人数は500 人、付属家屋は20軒以上ある。礼拝堂のレンガやタイルには精巧な彫刻が施されている。
1950年代に教会が運営する小学校は公立に変更され、面積は1,020平方メートルに縮小された。1958年、西安のキリスト教会は共同礼拝を実践し、南新街礼拝堂が4つの教会のうちの1つだけ残った。文化大革命中には、教会は西安美術会社によって占拠され、1980年に教会として再オープンした。陝西省と西安市の基督教（プロテスタント）両会はここにある。
2005年、南新街礼拝堂は西安市で保護に値する歴史建造物として、西安市文物財保護単位に指定された。

## 参照項目
- 中国のキリスト教
- 中国基督教協会
- 愛徳基金会
- 聖フランシスコ主経座堂（英語版） - 西安のカトリック大聖堂
- 大秦景教流行中国碑